# UselessMouth
UselessMouth (также известный как Ю́зя, FénX08, UzyaRich; настоящее имя — Рича́рд Вале́рьевич Чи́ркин; род. 18 августа 1994, Чехов, Московская область) — российский видеоблогер, летсплейщик, стример, музыкант и разработчик компьютерных игр. Создатель и бывший владелец одноимённого YouTube-канала с названием «UselessMouth» (ранее — «TheUselessMouth», «Посиделки с Юзей», «ДЖАСТ USELESSMOUTH», «JUST USELESSMOUTH») c 5 декабря 2009 года по 8 декабря 2016 года.  
Юзя стал одним из первых кумиров молодёжи в русскоязычном сегменте YouTube в 2011—2013 годах, что ставило его наравне с такими блогерами, как Илья Мэддисон, Андрей Нифёдов, Гагатун, JesusAVGN и другие. Тогда же он получил в интернете прозвище «Король летсплея».  
Пиками популярности Чиркина на YouTube стали 2012—2013 года, после чего в 2014 году, он стал переходить на Twitch, став одним из популярнейших игровых стримеров в русскоязычном сегменте. До создания более успешного канала, существовал его один из первых каналов на YouTube под названием «FenX08», созданный 1 мая 2008 года.  
В настоящее время является владельцем YouTube-канала под названием «Юзя» с 6 декабря 2016 года. С 2018 года уже официально является разработчиком игр. С 2020 года делает карты для игры Counter-Strike 2 (ранее — Counter-Strike: Global Offensive). Создатель музыкального альбома Призма.

## Биография
Родился 18 августа 1994 года в Чехове Московской области. О детстве и юности блогера ничего не известно, так как сам он об этом не распространялся.

### Личная жизнь
С 2016 года женат на Ольге Улиной.

## Творчество
1 мая 2008 года на видеохостинге YouTube создаётся канал под названием «FenX08», но первое видео вышло лишь через 4 года. Уже через год, 5 декабря 2009 года создаётся следующий канал, который станет основным для Ричарда вплоть до его удаления 8 декабря 2016 года. С 2011 года на канале начали выходить летсплеи по таким играм, как Minecraft, Battlefield, Happy Wheels, Dead Space, Fallout и т. д.
В 2012 году его канал занял четвёртое место в российском рейтинге самых популярных каналов по количеству подписчиков и самым популярным летсплейщиком в российском YouTube. В этом же году Ричарда обвинили в плагиате зарубежного видеоблогера PewDiePie начиная от копирования эмоций заканчивая контентом.
В 2016 году Ричард раскритиковал Titanfall 2. Видеоблогер заявил, что купить игру можно только в Origin, которая принадлежит Electronic Arts, соответственно и продажи этой игры со всем маркетингом тоже принадлежит ей. После выхода игры на Origin, сетевая часть игры пошла в упадок, и что лучшим решением должен стать выход игры в Steam.

«Эта игра умрет, потому что на PlayStation 4 в нее играть не будут, там играют в Call of Duty, потому что там не надо бегать по титанам, прыгать, разворачиваться, ставить крюки… […] А на PC она умрет, потому что кому нужен Origin, не прошло и двух дней, даже день, а [сервера Titanfall 2 уже пустые].»— UselessMouth
7 декабря этого же года на канал «UselessMouth» выходит видео с названием «Я удаляю свой канал», где Ричард объявляет о действительном удалении своего канала. Причиной этого действия стало то, что на канале имелись проблемы с просмотрами, которые набирали менее 10 % от количества подписчиков, а также из-за финансовых проблем с каналом. Видеоблогер также отметил, что он «начинает всё с чистого листа» и создаёт новый канал уже с названием «Юзя». По статистике, в первые сутки на канал подписалось около 50+ тыс. подписчиков. На следующий день 8 декабря канал был соответственно удалён. Зрители отметили, что он это сделал на поводу вместе с другим зарубежным видеоблогером PewDiePie, который также объявил об удалении своего канала, как только он наберёт 50 млн подписчиков, однако это было шуткой от Феликса.
9 декабря этого же года Ричард появился в 576-м выпуске на YouTube-канале This is Хорошо, заменив временно ведущего Стаса Давыдова.
В 2017 году выпустил на уже новом канале «Юзя» рекламное видео игровой консоли Nintendo Switch, который стал самым успешным на канале Ричарда. По состоянию на декабрь 2022 года видео-реклама набрала 12 млн просмотров и 277 тыс. лайков.
В декабре 2017 года раскритиковал YouTube Rewind 2017 за показ контента, который не соответствовал теме видео.
В 2018 году устроился геймдизайнером в компанию 1С (ранее — GameStudios), в команду, разрабатывающую игру Калибр. В ноябре того же года объявил, что уволился.
1 апреля 2018 года Ричард в очередной раз выпускает ролик об удалении своего канала. Блогер раскритиковал видеоплощадку из-за больших проблем с доходом от партнёрских медиасетей. Несмотря на такое заявление, видео оказалось «первоапрельской шуткой».
В 2019 году опубликовал на свой YouTube-канал «фанатский» рекламный ролик игры Overwatch на игровую консоль Nintendo Switch. Реклама также получилась успешной, как и реклама с самой приставкой.
В 2020 году публикует «фанатский» трейлер игры Death Stranding.
25 марта 2022 года анонсировал свой дебютный музыкальный альбом «Призма», с такими треками, как: «Стена», «Rust», «33», «Ноги», «Хлеб» и «Мечта».
После долгого затишья, 27 марта 2022 года на YouTube-канале «Юзя» было опубликовано видео, в котором Ричард объявил о своём официальном возвращении на видеохостинг YouTube. Главной мыслью этого видео стало общение со зрителями. Также он поднял тему, что продолжает дальше разрабатывать игры на Unity, Unreal Engine 4 и создавать карты для игры Counter-Strike 2 (ранее — Counter-Strike: Global Offensive). 30 января 2025 года на канале было выпущено первое видео после объявленного в 2022 году возвращения на видеохостинг — новая серия роликов на канале, получившая название «Юзя FM», и представляющая из себя комментирование самим Ричардом свежих новостей из сферы видеоигровой индустрии.
с 20 по 21 апреля 2024 года принимал участие вместе с известными стримерами SilverName, VooDooSH, Stray228, Recrent, DreadzTV, Vovapain, KarmikKoala, GuDDummit, Terablade и Fritterus на стримхате «Домашний Сильвер».

## Киберспорт
В 2016 году Ричард принял участие в «звездном» матче по игре Overwatch с Михаилом Галустяном, Стасом Давыдовым, Алексеем Жарковым, Данилом Гавриловым и Романом Гагатуном, победа ушла команде Натана.
С 8 ноября по 17 декабря 2021 года принимал участие в кибертурнире Gigabit Battle по игре Counter-Strike: Global Offensive. Победу одержала команда yMen9loss.

## Дискография
| Название                  | Год  |
| ------------------------- | ---- |
| Bread Dance Bad — W Dream | 2019 |
| Стена                     | 2022 |
| Rust                      | 2022 |
| 33                        | 2022 |
| Ноги                      | 2022 |
| Хлеб                      | 2022 |
| Мечта                     | 2022 |

## Оценки
В 2013 году видеоблогер Ивангай посвятил Ричарду Чиркину анимационный ролик.
В 2021 году Ивангай неоднократно заявлял, что Юзя стал одним из немногих людей, которые вдохновили его заняться видеоблогом.